# Grace Hopper
Grace Hopper (anglès: Grace Murray Hopper)  (Nova York, 9 de desembre de 1906 - comtat d'Arlington, 1 de gener de 1992) va ser una militar nord-americana, amb grau d'almirall i una autèntica pionera en el món de la informàtica. Va ser la primera programadora que va utilitzar el Mark I i també la inventora del concepte de compilador d'un llenguatge de programació.
Ha passat a la història de la informàtica, però, com la inventora del llenguatge de programació COBOL, un llenguatge d'alt nivell de compilació, especialment pensat per facilitar el desenvolupament de programes d'ordinador per gent sense coneixements específics d'informàtica.
El COBOL va ser el primer llenguatge que va oferir una autèntica interfície als recursos disponibles a l'ordinador, de forma que el programa no havia de conèixer els detalls específics. D'aquesta forma, personal sense un coneixement específic de cada una de les màquines podia desenvolupar programes. El segon avantatge és que els programes desenvolupats per a una plataforma concreta podien ser executats en un ordinador diferent al que s'havien programat, sense necessitat de fer cap canvi.
Al final de la seva carrera professional, abans de retirar-se, va participar en els comitès d'estandardització dels llenguatges de programació COBOL i FORTRAN.

## Vida i educació
Hopper va néixer a la ciutat de Nova York. Ella era la gran d'una família de tres fills. Els seus pares, Walter Fletcher Murray i Mary Campbell Van Horne, eren d'origen holandès i escocès, i van assistir a West End Collegiate Church. El seu besavi, Alexander Wilson Russell, un almirall de l'Armada dels Estats Units, va lluitar en la Batalla de la badia Mobile durant la Guerra Civil dels Estats Units.
De nena Hopper era molt curiosa, un tret que va mantenir tota la vida: a l'edat de set anys va decidir determinar com funcionava un despertador, i va desmantellar 7 despertadors abans que la seva mare s'adonés del que estava fent (posteriorment va ser limitada a un rellotge). Per la seva educació preparatòria va assistir a l'Escola Hartridge de Plainfield, Nova Jersey. Rebutjada per l'admissió primerenca a Vassar College als 16 anys (els seus resultats de les proves de llatí eren massa baixos), va ser admesa l'any següent. Es va graduar Phi Beta Kappa de Vassar el 1928 amb una llicenciatura en matemàtiques i física, i va obtenir el seu màster a la Universitat Yale el 1930.
El 1934, va obtenir doctorat en matemàtiques de la Universitat Yale sota la direcció de Øystein Ore. La seva tesi, Nous Tipus de Criteris d'Irreductibilitat, es va publicar aquell mateix any. Hopper va començar a ensenyar matemàtiques a Vassar el 1931, i va ser promoguda com a professora associada el 1941.
Es va casar amb el professor de la Universitat de Nova York Vincent Foster Hopper (1906-1976) a partir de 1930 fins al seu divorci el 1945. No es va casar de nou, però va mantenir el seu cognom.

## Carrera

### Segona Guerra Mundial
El 1943, durant la Segona Guerra Mundial, Hopper va obtenir una llicència per absentar-se de Vassar i va prendre jurament a la Reserva Marina dels Estats Units, una de les moltes dones voluntàries per servir a WAVES (una divisió formada íntegrament per dones). Havia d'aconseguir una exempció per allistar – pesava 6’8 kg per sota del pes mínim de la marina de guerra, de 54 kg. Va reportar al desembre i es va formar a l'Escola de la Reserva Naval de Guàrdies al Smith College de Northampton, Massachusetts. Hopper va ser la primera en graduar-se de la seva classe el 1944, i va ser assignada al Projecte de Computació de la Bureau of Ships de la Universitat Harvard com a tinent, grau menor. Ha estat membre del personal de programació de l'ordinador Mark I encapçalat per Howard H. Aiken. La sol·licitud per ser transferida a l'Armada regular al final de la guerra va ser rebutjada per la seva edat (38). Va continuar servint a la Reserva Marina. Hopper es va mantenir al Laboratori de Computació de Harvard fins al 1949, rebutjant una càtedra a Vassar a favor de treballar com a investigadora amb un contracte de la Marina a Harvard.

### UNIVAC
Al 1949, Hopper va convertir-se en empleada de la Eckert-Mauchly Computer Corporation com a matemàtica d'alt nivell i es va unir a l'equip de desenvolupament del UNIVAC I. A principis de la dècada dels cinquanta, l'empresa va ser adquirida per la corporació Remington Rand, i va ser en aquesta etapa quan es va crear el seu compilador original. El compilador es va conèixer com el “compilador A” i la seva primera versió va ser A-0.
En 1952 tenia un compilador operatiu. "Ningú va creure que," va dir "tenia un compilador operatiu i ningú el tocava. Em van dir que els ordinadors només podien fer aritmètica."
El 1954, Hopper va ser nomenada la primera directora de programació automàtica de la companyia, i el seu departament va llançar alguns dels primers llenguatges de programació basats en compilador, incloent MATH-MATIC i FLOW-MATIC.

### COBOL
A la primavera del 1959, una conferència de dos dies coneguda com la Conferència de Sistemes de Dades Idiomes (CODASYL) va reunir experts informàtics de la indústria i el govern. Hopper va exercir com a assessora tècnica al comitè, i molts dels seus antics empleats van servir al comitè a curt termini que va definir el nou llenguatge COBOL (acrònim de COmmon Business-Oriented Language, o Llenguatge Comú Orientat a Negocis). El nou llenguatge va expandir el de FLOW-MATIC de Hopper amb algunes idees des l'equivalent d'IBM, COMTRAN. La convicció de Hopper que els programes havien de ser escrits en un llenguatge que fos a prop de l'Anglès (en lloc de en llenguatge de màquina o en llenguatges propers a codi màquina, com ara el llenguatge d'assemblador) va ser capturada en el nou llenguatge de negocis, i COBOL va passar a ser llenguatge negoci més estès fins a la data.
Del 1967 al 1977, Hopper va exercir com a directora del Grup de Llenguatges de Programació de la Marina a la Oficina de la Marina de Planificació de Sistemes d'Informació i va ser ascendida al rang de Capitana el 1973. Va desenvolupar programari de validació per COBOL i el seu compilador com a part d'un programa d'estandardització de COBOL per a tota la Marina.

### Estandardització
En la dècada dels 70, Hopper va advocar pel Departament de Defensa per reemplaçar els sistemes centralitzats, amb grans xarxes de computadores petites i distribuïdes. Qualsevol usuari en qualsevol node de l'equip podria accedir a bases de dades comunes ubicades a la xarxa. Ella va desenvolupar l'aplicació d'estàndards per als sistemes i components informàtics en proves, més significativament per a llenguatges de programació primerencs com FORTRAN i COBOL. Les proves de la Marina per la conformitat d'aquestes normes va conduir a una convergència significativa entre els dialectes del llenguatge de programació dels principals venedors d'ordinadors. En la dècada del 1980, aquests assajos (i la seva administració oficial) van ser assumits per l'Oficina Nacional d'Estàndards (NBS), coneguda avui com l'Institut Nacional d'Estàndards i Tecnologia (NIST).

## Jubilació
Hopper es va retirar de la Reserva Naval als 60 anys, d'acord amb les regulacions de desgast de l'Armada, amb el rang de Comandant al final de 1966. Va ser cridada al servei actiu a l'agost de 1967 per a un període de sis mesos que es va convertir en una missió indefinida. Es va retirar novament el 1971, però se li va demanar de tornar al servei actiu de nou en 1972. Va ser ascendida a capitana el 1973 per l'almirall Elmo R. Zumwalt Jr.

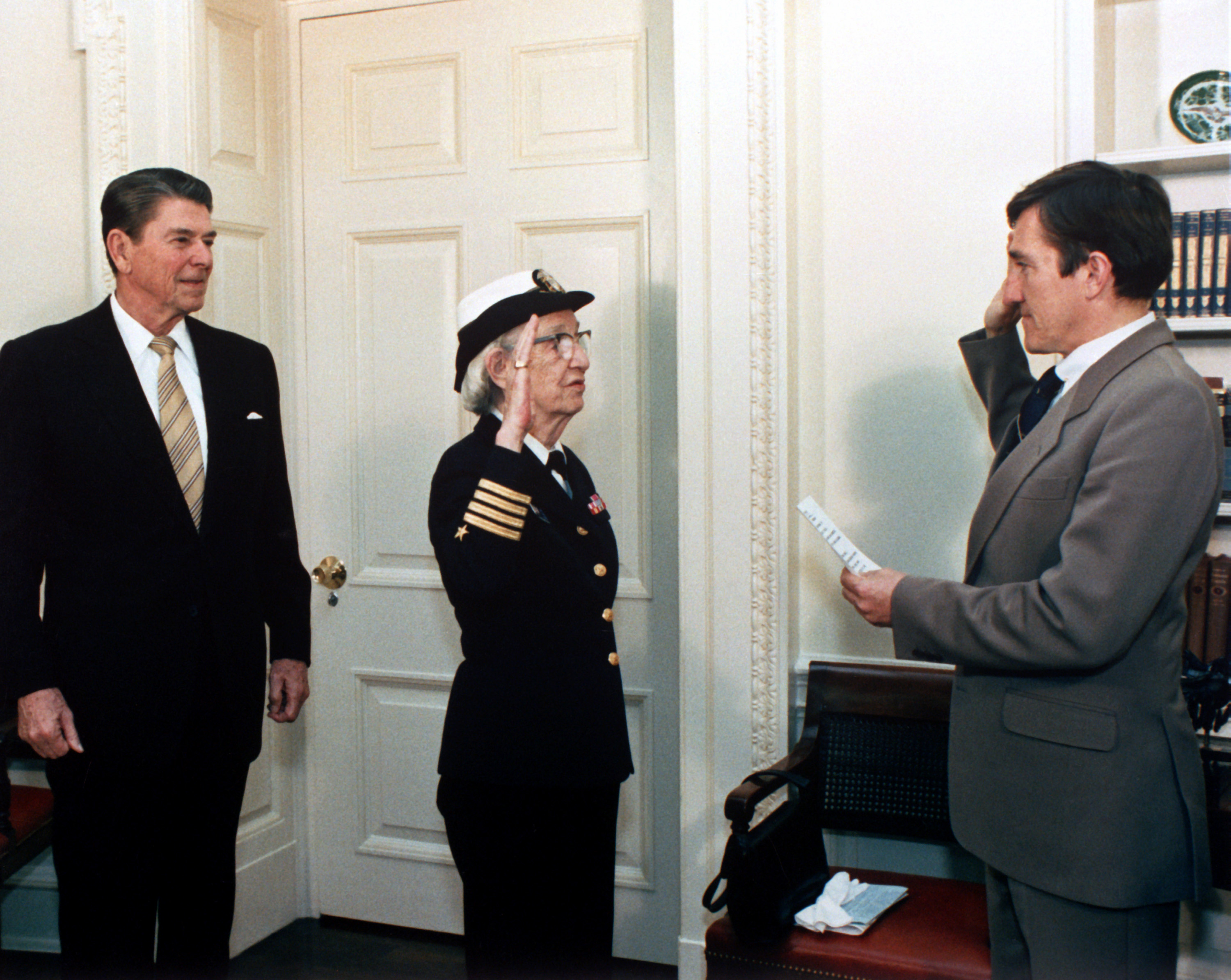
Hopper sent promuguda al rang de comodora el 1983

Després que el representant republicà Philip Crane la veiés en la sèrie 60 Minuts el març de 1983, ell va defensar H.J.Res. 341, una resolució conjunta originada a la Cambra de Representants, que va portar a la seva promoció al Comodora (Almirall, O-7). Ella es va mantenir en servei actiu durant diversos anys més enllà del retir obligatori per l'aprovació especial del Congrés. Es va retirar (involuntàriament) de l'Armada el 14 d'agost de 1986. En una celebració que va tenir lloc a Boston en la Constitució d'USS per commemorar el seu retir, Hopper va ser guardonada amb la Medalla del Servei de Defensa Distingit, la decoració més alta fora de combat atorgat pel Departament de Defensa. En el moment del seu retir, que era la oficial comissionada oficialment més antiga en servei actiu en l'Armada dels Estats Units (79 anys, vuit mesos i cinc dies).
Després va ser contractada com a consultora sènior de Digital Equipment Corporation, càrrec que va conservar fins a la seva mort el 1992, 85 anys.

La seva activitat principal en aquesta capacitat era com a ambaixadora de bona voluntat, donant conferències àmpliament sobre els primers dies de les computadores, la seva carrera, i sobre els esforços que els venedors d'ordinadors podrien emprendre per fer la vida més fàcil per als seus usuaris. Va visitar la bona part de les instal·lacions d'enginyeria de Digital, on en general rebia una ovació al final de les seves intervencions. Sovint relatava que durant el seu servei freqüentment Almiralls i Generals li preguntaven per què la comunicació per satèl·lit duraria tant de temps. Així que durant moltes de les seves conferències, il·lustrava un nanosegon usant 25 parells de cables telefònics obsolets rescatats del Bell, tallant-los a 11,8 polzades (30 cm) de longitud, la distància que la llum recorre en un nanosegon, i repartia els cables individuals als seus oients. Encara que ja no era una oficial en servei, sempre portava el seu uniforme de la Marina en aquestes conferències, fet que està permès en la normativa de la Marina dels Estats Units.
El més important que he aconseguit, a part de la construcció del compilador, és la formació dels joves. Venen a mi, saps, i diuen: "Creu que podem fer això?" Jo dic: "Prova-ho." Els dóno suport. Ho necessiten. Els segueixo a mesura que es fan grans i els incito a intervals perquè no s'oblidin d'arriscar-se.
Va morir l'1 de gener de 1992 mentre estava dormint.
Va ser enterrada amb honors militars al Cementiri Nacional d'Arlington. Com a honor continu del seu servei i èxits, l'Acadèmia Naval dels EUA va anunciar el 8 de setembre de 2016 que nomenaria al seu edifici cibernètic futur en nom seu.

## El seu llegat
Grace Hooper va ser una de les dones més influents en l'àmbit de la informàtica, a part de realitzar una vida dedicada a la seva pàtria (Va enfocar els seus estudis a millorar la tecnologia nord-americana i, conseqüentment, mundial). El desenvolupament de la primera màquina calculadora electromecànica (Mark I, junt amb Howard Aiken) i la creació del llenguatge COBOL, el qual permetia que gent poc especialitzada pogués programar, va generar una base d'ajuda i de simplificació perquè el món de la informàtica evolucionés
La seva contribució va ser tal que l'any 1971 la Sperry Corporation va crear un premi anual en el seu nom (Premi Grace Murray Hopper), amb l'objectiu de reconèixer a tots els joves de la programació per la seva contribució en la investigació dels ordinadors. L'any 1994 (i anualment des de 2006) se celebra en el seu honor la conferència Grace Hopper Celebration of Women in Computing, per tal d'impulsar la presència de les dones en el món tecnològic. A part d'això, gràcies a les seves aportacions va rebre nombrosos premis. Com per exemple, més de 40 doctorats honoraris i un destructor amb el seu nom (USS Hopper).
“Per a mi la programació és més que un important art pràctic. També és un repte enorme en els fonaments del coneixement.”
Després de 40 anys, Hopper va demostrar ser una gran professora, les més de 200 conferències i la formació que va donar a molta gent jove va generar una transmissió d'informació a noves generacions molt rellevant que va permetre evolucionar el seu treball fins als nostres dies.
Per tant, la seva gran investigació va beneficiar els àmbits de la indústria, l'exèrcit i l'educació. El seu treball va incloure llenguatges de programació, conceptes de desenvolupament de software i del processament de dades. El fet que recollís un munt d'anys d'investigació i aconseguís materialitzar els estudis que va fer, van obrir una via per al processament de dades modern.
Pel llegat que ha deixat Hooper, molts estudiosos la consideren la primera “hacker” de l'era de la computació. I fins a l'any 2018, és la primera i única dona amb tan alt grau en la Marina de Guerra nord-americana. Actualment, és coneguda com a “Grandma COBOL” i “Amazing Grace”.